# Guyanatrogon
De Guyanatrogon (Trogon violaceus) behoort tot de familie Trogonidae.

## Kenmerken
Mannetjes hebben een donkere, paarsblauw iriserende kop, een groene rug en bovenstaart , een geeloranje borst en gebandeerde staartveren, terwijl de vrouwtjes overwegend grijs zijn. De lichaamslengte bedraagt 23 tot 26 cm en het gewicht 45 tot 65 gram.

## Leefwijze
Hun voedsel bestaat voornamelijk uit vruchten, insecten en andere ongewervelden. Het nesthol bevindt zich meestal in een boom of in oude termieten- of wespennesten.

## Verspreiding
Deze standvogel komt voor in de tropische regenwouden en halfopen landschappen, soms ook in droge struwelen en agrarische gebieden in zuidelijk Venezuela, noordelijk Brazilië, de Guiana's en Trinidad.